# Saint-Martin-d'Août
Saint-Martin-d'Août è un comune francese di 414 abitanti situato nel dipartimento della Drôme della regione dell'Alvernia-Rodano-Alpi.

## Società

### Evoluzione demografica
Abitanti censiti